# Rybníček (Nové Hrady)
Rybníček (německy Ribnitschek) je malá vesnice, část obce Nové Hrady v okrese Ústí nad Orlicí. Nachází se asi jeden kilometr severozápadně od Nových Hradů. Rybníček leží v katastrálním území Mokrá Lhota o výměře 2,21 km².

## Historie
První písemná zmínka o Rybníčku pochází z roku 1559, kdy vesnice patřila k novohradskému panství.

## Galerie

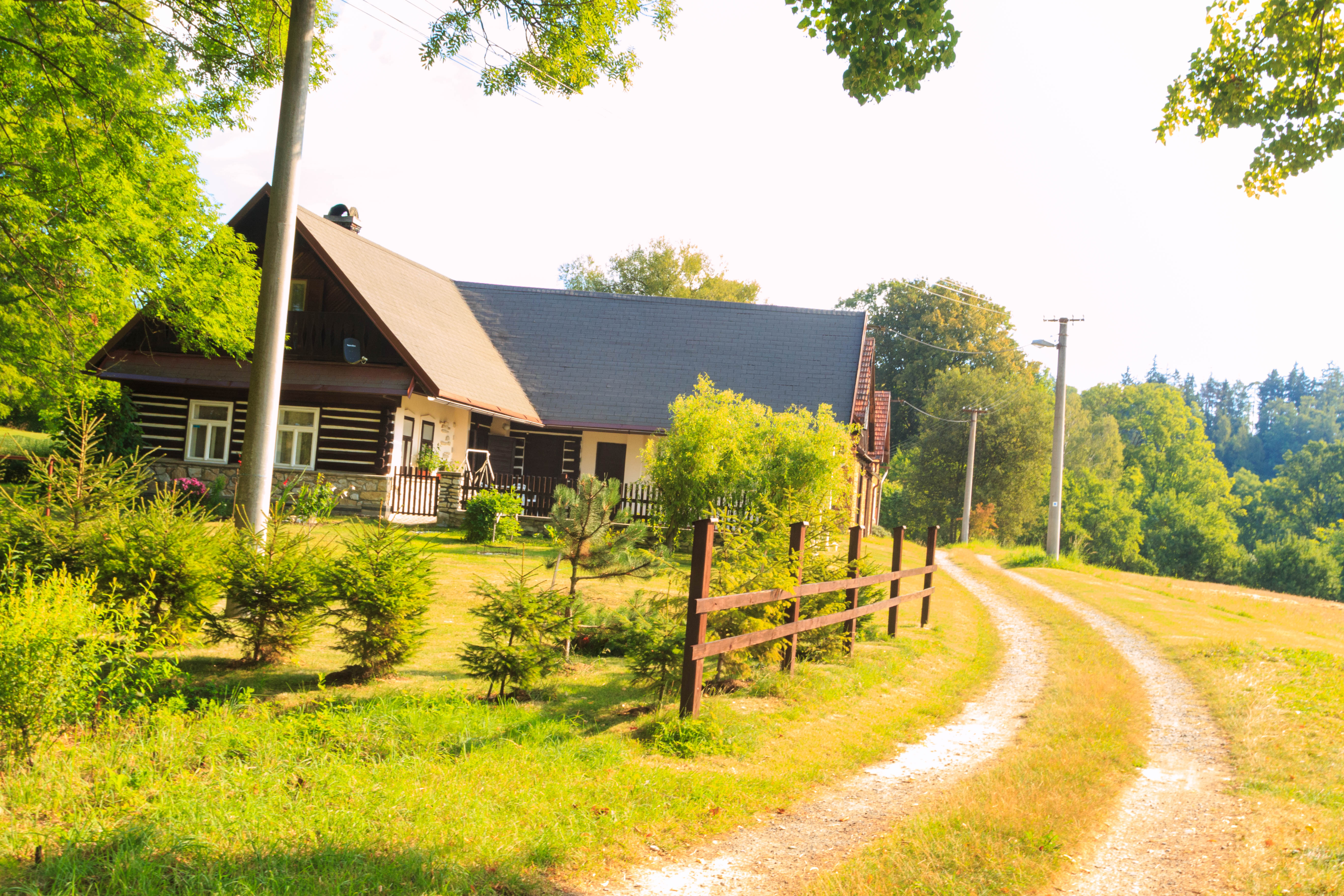
Dům čp. 8
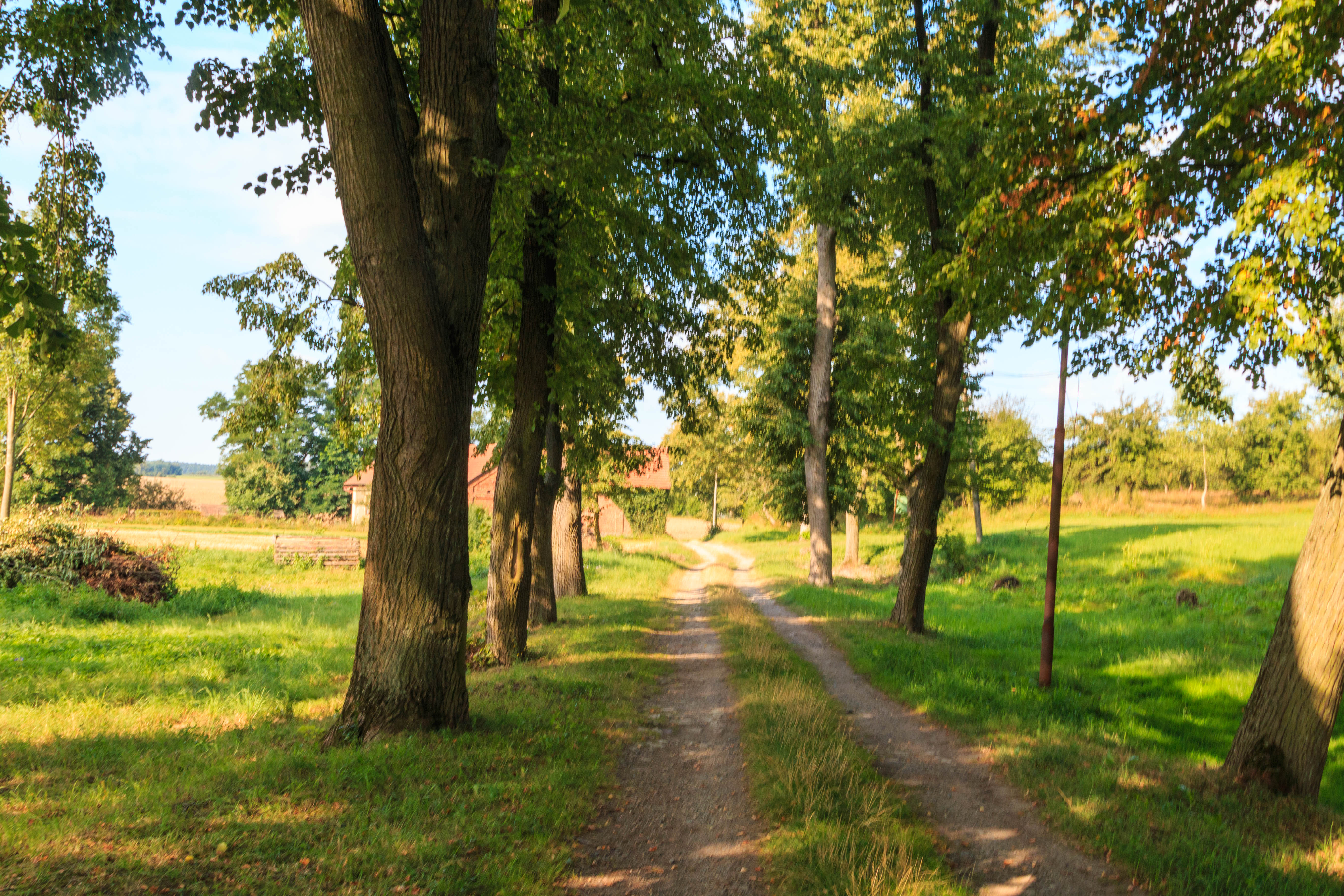
Cesta k Mokré Lhotě
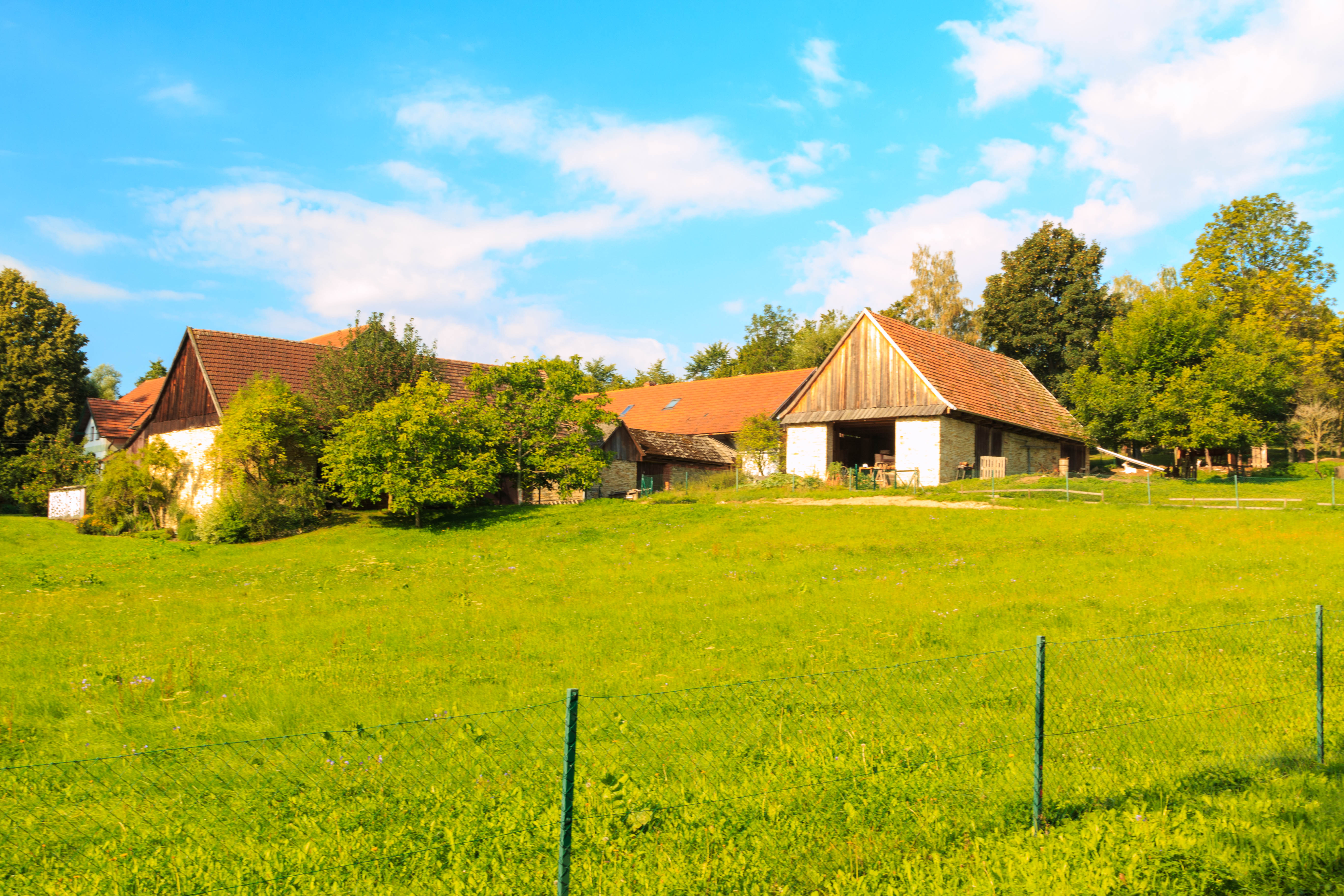
Dům čp. 31
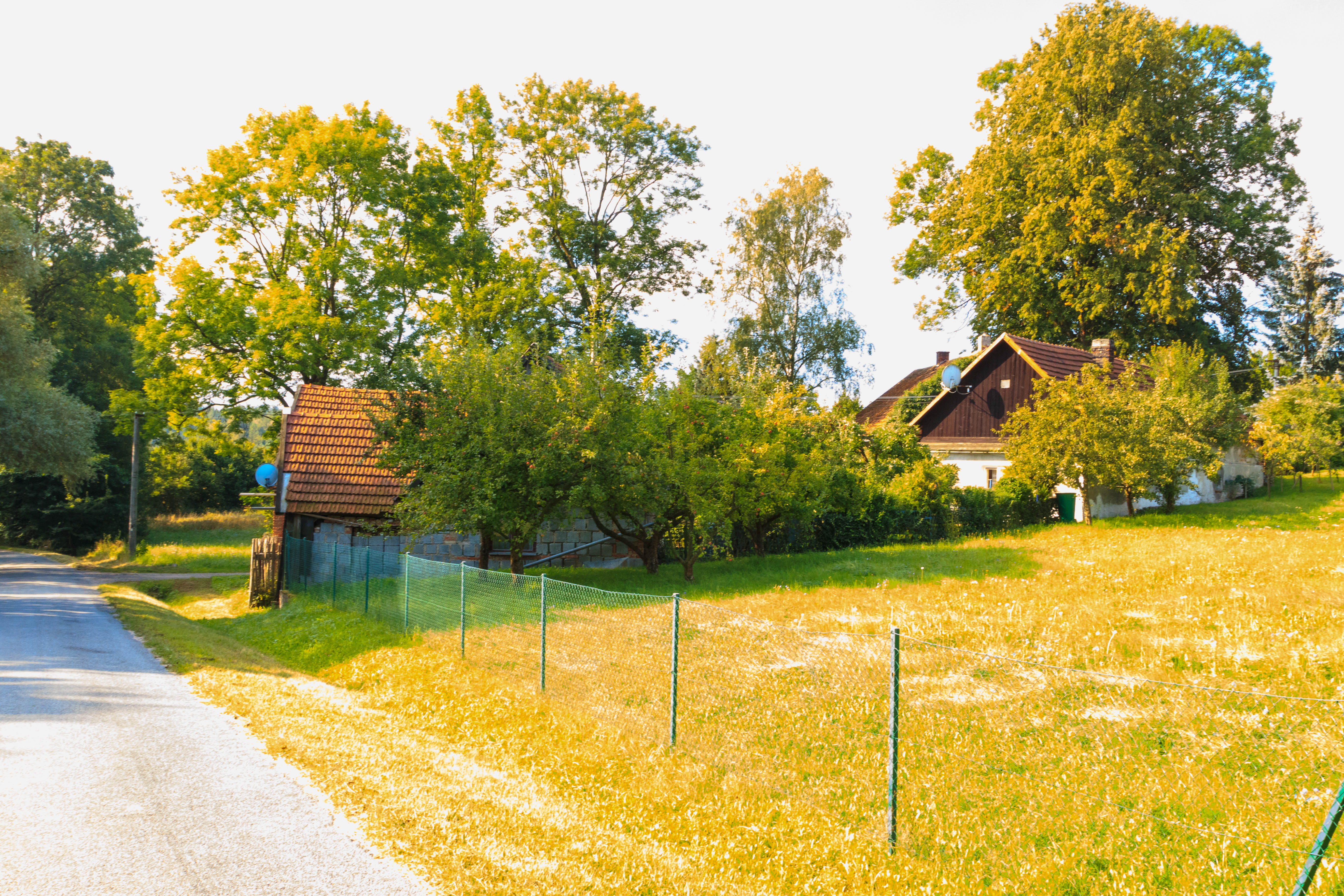
Rybníček u Nových Hradů